# Alone Together (concert)
Pour les articles homonymes, voir Alone Together.
Alone Together (Seuls ensemble en français) est un concert virtuel diffusé en direct et en réalité virtuelle (RV) sur internet, donné par le musicien français Jean-Michel Jarre à l'occasion de la Fête de la musique 2020.
Cette première mondiale marque un tournant historique dans les techniques de diffusion et de présence à un événement musical. 

## Techniques de diffusion
C'est l'entreprise française VRrOOm qui supervisa la diffusion technique sur tous les canaux numériques accessibles (Second Life, YouTube, etc.). 
En utilisant les interfaces de réalité virtuelle Oculus Rift, HTC Vive, Valve Index, Samsung Odyssey, Windows MR, des spectateurs dans la cour du Palais-Royal à Paris (et dans d'autres lieux) ont pu suivre le concert en direct depuis une plateforme virtuelle créée pour l'occasion. Le musicien et son studio personnel de Bougival étaient représentés par des avatars créés également pour l'occasion.
Bien que des musiciens anglo-saxons tels que Duran Duran, Phil Collins, Marshmello ou Travis Scott se soient produits sur des plateformes individuelles en ligne et parfois en réalité virtuelle depuis le début des années 2000, le concert de J-M Jarre va plus loin car il n'est pas pré-enregistré et l'environnement créé en réalité virtuelle l'est avec des lieux qui n'existent pas déjà dans un logiciel ou un jeu en ligne, contrairement à ce qui aurait été fait par le rappeur américain Travis Scott dans Fortnite. Ici, l'univers créé pour Jarre affiche un environnement et des avatars de personnes en direct (sans rediffusion) et qui ne dépend pas d'un scénario préétabli, mais ayant la capacité de se greffer sur n'importe quel lieu physique.